# Lycosa innocua
Lycosa innocua är en spindelart som beskrevs av Carl Ludwig Doleschall 1859. Lycosa innocua ingår i släktet Lycosa och familjen vargspindlar. Inga underarter finns listade i Catalogue of Life.